# 格里奇維爾 (路易斯安那州)
格里奇維爾（英語：Grangeville）是位於美國路易斯安那州聖海倫娜堂區的一個非建制地區。

## 地理
格里奇維爾所處的海拔為高於海平面39米（即128英呎），而該地所採用的時區為UTC-6，即北美中部時區（CST）。同時該地設有夏令時間，為UTC-6調快一小時，即UTC-5（CDT）。